# Albatros Airlines (Turchia)
Albatros Airlines era una compagnia aerea charter turca attiva dal 1992 al 1996 (da non confondere con la sua omonima albanese).

## Storia
Questa compagnia aerea iniziò le operazioni nel maggio 1992 con Boeing 727-200 per trasportare turisti tedeschi verso le località turistiche situate in Turchia. I suoi dirigenti sospesero temporaneamente le operazioni nel 1993 e i 727-200 furono affittati alla Macedonian Airlines. Durante la stagione estiva del 1995, Albatros Airlines tornò in attivo utilizzando i Boeing 737-200 e gli Yakovlev Yak-42.
Dopo il disastro della Birgenair gli operatori tedeschi smisero di prenotare voli sulle compagnie aeree charter turche e la Albatros Airlines cessò le operazioni nel marzo 1996.

## Flotta
- Boeing 737-200
- Boeing 727-200
- Yakovlev Yak-42